# 往事
《往事》是印度尼西亞泗水的Mojiken工作室開發一款解謎遊戲，遊戲於2020年9月22日由Toge Productions在Steam發行，之後登陸家用遊戲機和行動端。

## 遊戲系統
遊戲中玩家扮演Eda在不同場景中進行探索，玩家通過點擊物品讓Eda與物品進行互動，進而解開場景中的謎題。在任天堂Switch上，玩家可以使用類比搖桿或者触摸屏進行遊戲。遊戲內有提示功能，可以突顯出場景中有哪些物品可以互動。遊戲中大部分謎題都與音樂有關，而且是圍繞同一段旋律，音樂通常作為謎題的提示或者解密方式出現。遊戲劇情和解密關卡相結合，遊戲講述Eda的愛人去世，沉迷在傷痛中的Eda從身邊的物品中想起了過去與愛人的點點滴滴。愛人以貓頭鷹人的形象出現在她身邊，與她重溫過去的片段，同時也引領Eda走出傷痛。每個關卡在完成解密之後，能獲得一個象征記憶的羽毛，將羽毛交給貓頭鷹人就能前往下一個關卡。遊玩期間使用自動存檔，每完成一個章節就會存檔，章節期間退出，再度繼續遊戲會從章節開頭進行遊戲。

## 開發
Mojiken工作室原來是一個印尼泗水插畫工作室，後來工作室成員開始嘗試製作遊戲。在2015年的時候，工作室內部開始一個名為MojikenCamp的個人提升計劃，這個計劃類似工作室內部的Game Jam，成員一起去學習製作遊戲的課程，了解不同風格的遊戲製作方式，最後每個人完成一個遊戲。《往事》的原型源於布麗吉塔·雷納在第三屆MojikenCamp中創作的作品，這一屆MojikenCamp誕生了十一個作品，《往事》作為其中最受歡迎的作品，Mojiken工作室成立了專案組繼續完善作品。布麗吉塔·雷納在構思《往事》時有參考之前作品的設計，包括《烏鴉先生的獨白》的無對白設計和《她和光之使者》的音樂劇風格。
遊戲的角色設計方面，布麗吉塔·雷納採用了典型的美女與野獸設計，男主角的造型有考慮過是植物或者是動物，最後選擇了象征智慧、知識和過去的貓頭鷹作為男主的形象。遊戲玩法方面，受到《Florence》和鏽湖系列的影響，開發組有嘗試結合《Florence》的演出風格和鏽湖系列的謎題設計方式。開發組為了塑造出憂鬱的氣氛，在設計遊戲中的城市場景時參考泗水舊城，由此遊戲內的建築和裝飾物都帶有荷屬東印度時期的建築風格。此外，布麗吉塔·雷納也延續過去《烏鴉先生的獨白》和《她和光之使者》的習慣，在場景中使用大量植物。開發組在2020年4月完成遊戲的所有關卡設計，開始進行細節打磨和角色美術工作。受到2019冠状病毒病疫情影響，工作室成員居家都線上工作，由於當地的網速不佳給他們的開發工作帶來一定的困難。

## 發行
《往事》的首部預告片於2019年11月在吉隆坡舉辦的遊戲展會Level Up KL 2019上展出，作品的遊戲演示也在Steam發佈，製作組預計2020年春季推出遊戲。由於2019冠状病毒病疫情影響了開發工作，原來的發行計劃延期。2020年9月10日，製作組宣佈遊戲將於9月22日由Toge Productions在Steam發佈，未來計劃會登陸家用遊戲機，同日也發佈新的宣傳片。同年11月，遊戲發行商Chorus Worldwide Games發佈了新的遊戲宣傳片，並表示遊戲將於12月中登陸任天堂Switch和PlayStation 4。12月16日遊戲任天堂Switch版正式發售，日本插畫家為遊戲創作了一篇漫畫介紹作品，次日PlayStation 4版發售，同月18日Xbox One發售。2022年3月14日，遊戲推出行動版，同時上架Google Play商店和App Store，玩家可以免費體驗遊戲的序章內容，後續章節付費解鎖。

## 評價
《往事》在發行之前獲得一些獎項，包括Level Up KL 2019的「最佳視覺藝術」，2020年台北國際電玩展上Indie Game Award的「最佳音效」，還有2020年Gamescom上Indie Arena Booth Online 2020的「最佳遊戲獎」。遊戲發行之後也獲得The Indie Summit的「最佳PC遊戲」、「最佳敘事」和「最佳音樂及音效」。2022年獲得該年印尼遊戲開發商交流會評選的「最佳手機遊戲」。
《往事》在Steam發售後，用戶評價整體為極度好評。根據在Metacritic的匯總評分，遊戲不同版本在媒體中的評價均較為正面。《Fami通》對遊戲的評分是33分（滿分40），作品進入金殿堂。遊戲的美術獲得遊戲媒體的正面評價，IGN的扎赫拉·阿尔哈达德評價布麗吉塔·雷納美麗的原畫不只定下了遊戲的設計美術，也奠下遊戲的基石。Adventure Gamers的梅蘭妮·布拉格給與遊戲極高的評價，她認為《往事》是一個具有真實藝術內核的絕佳例子，證明遊戲可以被視為藝術。Siliconera的評論遊戲中Eda和愛人在海灘製作紀念瓶的劇情讓她印象深刻，此外遊戲使用羽毛象征Eda的記憶，也引起她的共鳴。這種設計在《翼之奇幻旅程》也出現過，羽毛代表Eda與愛人靈魂之間的牽絆，支持Eda走出傷痛，繼續前進。Rock, Paper, Shotgun的認為遊戲的美術風格明快，遊戲中物品的互動都會有聲響，如樹葉的沙沙聲，桌子移動的摩擦聲，營造出一種居家舒適的感覺，讓人如臨真實又私密的空間。Nintendo Life的認為遊戲十分出色地以簡單明了的方式展示出在傷痛中迷失的主題，馬斯迪托·巴赫迪亞爾（ittou）優秀的音樂和遊戲美麗插畫相輔相成，給人在看兒童書的感覺。觸樂編輯祝思齐認為「游戏很明显借鉴了锈湖系列，由一系列轻度解谜组成」，早期遊戲謎題難度不高，後期「略微有些费脑」，「各种谜题和剧情的衔接也比较紧密」。Push Square的格雷厄姆·巴納斯評論遊戲的動畫風格和主色調給人一種舒適的體驗，「就像在冬日夜晚蓋上溫暖的毛毯」。場景的轉換很美麗和精彩，很多關鍵場景的演出方式就像在眼前作畫。

## 外部連結
- 官方网站 （英文）